# Grotte de Boquique

La grotte de Boquique est un site archéologique situé dans la commune de Plasencia (Estrémadure en Espagne),.
C'est plutôt un abri sous roche situé dans la Sierra de Gredos,composé d'une salle relativement grande à l'entrée principale et d'un large couloir menant à une autre entrée.
Aux alentours de la grotte se trouvent de nombreux vestiges préhistoriques qui ont été systématiquement pillés, et peut-être une nécropole. De plus, un type de poterie, classé néolithique par certains ou âge du bronze par d'autres, a été découvert à proximité. Cette poterie présente un décor caractéristique qui lui a donné son nom : Cerámica de Boquique (es).

## Historique
La grotte doit son nom à l' insurgé carliste Mariano Ceferino del Pozo (es) surnommé Boquique, qui s'y réfugia à plusieurs reprises, la première pendant le Triennat libéral et la seconde en 1834, pendant la première guerre carliste. Dans la nuit du 5 au 6 mars de cette année, il a été arrêté dans la grotte avec d'autres membres de son groupe, dont sa propre femme.
Au début du XIXe siècle, la grotte avait été un refuge pour les opposants aux troupes d'occupation françaises pendant la guerre d'indépendance espagnole (1807-1814) et pour les voleurs et les bandits à d'autres époques.

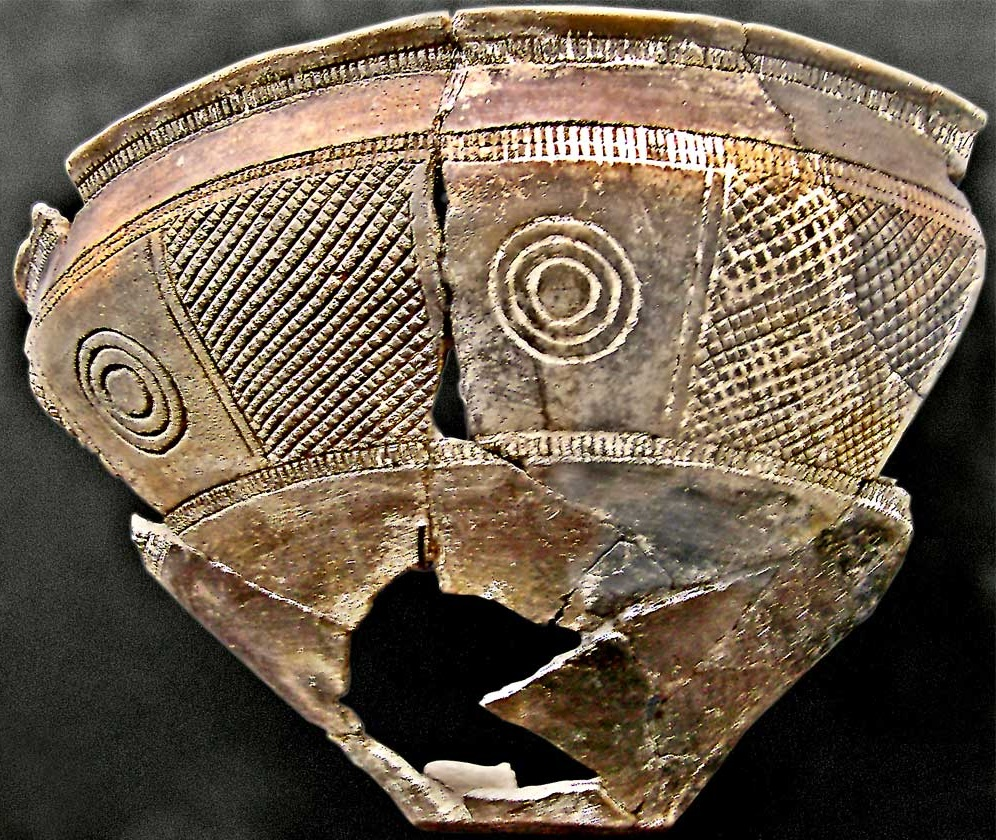
Céramique de Boquique.

De nombreuses publications se sont concentrées sur la grotte depuis que Vicente Paredes (es) Guillén l'a fait connaître en 1873. Au début du XXe siècle, l'ingénieur Pedro García Faria a fouillé la grotte et a envoyé une partie des céramiques a Pere Bosch Gimpera, qui les a étudiées et en a publié les résultats. Des travaux ultérieurs de Cleofé Rivero de la Higuera ont révélé un lot de céramique récupéré lors de prospections, et récemment Martín Almagro Gorbea a fouillé à l'intérieur en 1970. Depuis lors, plusieurs révisions ont été publiées sur le site, arrivant à la conclusion que la grotte a été occupée à deux moments différents au cours du Néolithique ancien et de l'âge du bronze tardif.
Les découvertes sont réparties entre le Museo de Cáceres (es), le Musée archéologique national de Madrid et le Musée d'archéologie de Catalogne à Barcelone, bien qu'elles ne soient exposées au public qu'au Musée archéologique national.